# Championnat d'Ukraine de football 2022-2023
Navigation
2021-2022 2023-2024
La saison 2022-2023 de Premier-Liha est la trente-deuxième édition de la première division ukrainienne. La saison précédente est interrompue en février 2022 par l'invasion de l'Ukraine par la Russie. Comme aucun titre n'a été décerné, le tenant du titre est le Dynamo Kiev, champion de la saison 2020-2021.
Les dégâts et la situation militaire liées à la guerre entraînent les retraits du Desna Tchernihiv et du FK Marioupol. Les deux clubs sont remplacés par le Metalist Kharkiv premier de deuxième division lors de l'arrêt de la compétition, et le deuxième Kryvbass Kryvy Rih.
Les seize équipes participantes sont regroupées au sein d'une poule unique où elles s'affrontent à deux reprises, à domicile et à l'extérieur.
Cinq billets sont décernés pour les compétitions européennes que sont la Ligue des champions 2023-2024, la Ligue Europa 2023-2024 et la Ligue Europa Conférence 2023-2024 : les deux premiers du classement final se qualifient pour la Ligue des champions, alors que le vainqueur de la Coupe d'Ukraine prend part à la Ligue Europa. Enfin, les troisième et quatrième positions sont qualificatives pour la Ligue Europa Conférence. Si le vainqueur de la Coupe est déjà qualifié pour une compétition européenne d'une autre manière, sa place qualificative est réattribuée au championnat, la cinquième position devenant ainsi qualificative. En ce qui concerne les relégations, les deux derniers au classement sont directement relégués en deuxième division en fin de saison tandis que les deux derniers non-relégués disputent les barrages de relégation contre le troisième et le quatrième de la deuxième division.

## Participants
| \| Donetsk Kiev Metalist Kharkiv Oleksandria Rukh Lviv Poltava Kryvyi Rih Louhansk Dnipro-1 Kovalivka Petrove Odessa Metalist 1925 Rivne Mynaï \| Localisation des clubs engagés dans le championnat. Les clubs en italique se trouvent proche de la zone de conflit du Donbass et jouent dans une autre ville. |
| Donetsk Kiev Metalist Kharkiv Oleksandria Rukh Lviv Poltava Kryvyi Rih Louhansk Dnipro-1 Kovalivka Petrove Odessa Metalist 1925 Rivne Mynaï |

Un total de seize équipes prennent part à la compétition, quatorze d'entre elles étant déjà présentes la saison précédente, auxquelles s'ajoutent deux promus de deuxième division : le Metalist Kharkiv et le Kryvbass Kryvy Rih.
Parmi ces clubs, deux d'entre eux n'ont jamais quitté le championnat depuis sa fondation en 1992 : le Chakhtar Donetsk et le Dynamo Kiev. En dehors de ceux-là, le Vorskla Poltava évolue continuellement dans l'élite depuis 1996 tandis que le Zorya Louhansk est présent depuis 2006.
En raison de l'invasion de l'Ukraine par la Russie, plusieurs équipes sont forcées de jouer leurs matchs « à domicile » dans d'autres villes, ainsi tous les matchs ont lieu à Kiev, dans l'Oblast de Volhynie, l'Oblast de Lviv et l'Oblast de Transcarpatie.
Légende des couleurs
- Phase de groupes de la Ligue des champions 2022-2023
- Troisième tour de qualification de la Ligue des champions 2022-2023
- Barrages de qualification de la Ligue Europa 2022-2023
- Troisième tour de qualification de la Ligue Europa Conférence 2022-2023
- Deuxième tour de qualification de la Ligue Europa Conférence 2022-2023
- Promu de deuxième division

| Club                  | Présent depuis | Classement 2021-2022 | Entraîneur              | Stade                                                | Capacité théorique |
| --------------------- | -------------- | -------------------- | ----------------------- | ---------------------------------------------------- | ------------------ |
| Chakhtar Donetsk      | 1992           | 1                    | Igor Jovičević          | Stade olympique de Kiev (Kiev)                       | 70 050             |
| Dynamo Kiev           | 1992           | 2                    | Mircea Lucescu          | Stade Dynamo Lobanovski                              | 16 873             |
| SK Dnipro-1           | 2019           | 3                    | Oleksandr Kucher        | Stade Avanhard (Oujhorod)                            | 12 000             |
| Zorya Louhansk        | 2006           | 4                    | Patrick van Leeuwen     | Stade Dynamo Lobanovski (Kiev)                       | 16 873             |
| Vorskla Poltava       | 1996           | 5                    | Yuriy Maksymov          | Mynaï Arena (Mynaï) Stade Vorskla                    | 1 312 24 795       |
| FK Oleksandria        | 2015           | 6                    | Yuriy Hura (en)         | Stade CSC Nika                                       | 7 000              |
| Kolos Kovalivka       | 2019           | 8                    | Yaroslav Vyshnyak (en)  | Kolos Stadium                                        | 5 000              |
| Veres Rivne           | 2021           | 9                    | Yuriy Virt              | Stade Avanhard (Loutsk) Stade Avanhard (Rivne)       | 12 080 14 000      |
| Metalist 1925 Kharkiv | 2021           | 10                   | Valeriy Kriventsov (en) | Stade olympique de Kiev (Kiev) Stade Bannikov (Kiev) | 70 050 1 678       |
| Rukh Lviv             | 2020           | 11                   | Leonid Kuchuk           | Arena Lviv                                           | 34 915             |
| FK Lviv               | 2018           | 12                   | Oleg Dulub (en)         | Stade Skif                                           | 3 742              |
| Tchornomorets Odessa  | 2021           | 13                   | Roman Hryhorchuk (en)   | Stade Bannikov (Kiev) Stade Tchornomorets            | 1 678 34 164       |
| Inhoulets Petrove     | 2020           | 14                   | Serhiy Lavrynenko       | Stade Inhoulets                                      | 7 000              |
| FK Mynaï              | 2020           | 15                   | Volodymyr Sharan (en)   | Mynaï Arena                                          | 1 312              |
| Metalist Kharkiv      | 2022           | 1 (D2)               | Oleh Ratiy (en)         | Stade Avanhard (Oujhorod)                            | 12 000             |
| Kryvbass Kryvy Rih    | 2022           | 2 (D2)               | Yuriy Vernydub          | Stade Hirnyk                                         | 2 500              |

- Le Veres Rivne joue ses premiers matchs à domicile à Loutsk, son stade étant en travaux.

## Règlement
Le classement est calculé selon le barème de points classique, une victoire valant trois points, un match nul un seul et une défaite aucun.
En cas d'égalité de points, les critères suivants sont appliqués :
1. Résultats en confrontations directes (nombre de points, différence de buts, nombre de buts marqués) ;
2. Différence de buts générale ;
3. Nombre de buts marqués ;
4. Tirage au sort ou match d'appui si le titre est en jeu.

## Compétition
Le championnat commence le 23 août 2022 pour se conclure le 4 juin 2023 (hors barrages).

### Classement
| Rang | Équipe                | Pts | J  | G  | N  | P  | Bp | Bc | Diff |
| ---- | --------------------- | --- | -- | -- | -- | -- | -- | -- | ---- |
| 1    | Chakhtar Donetsk      | 72  | 30 | 22 | 6  | 2  | 69 | 21 | +48  |
| 2    | SK Dnipro-1           | 67  | 30 | 21 | 4  | 5  | 61 | 27 | +34  |
| 3    | Zorya Louhansk        | 67  | 30 | 21 | 4  | 5  | 64 | 31 | +33  |
| 4    | Dynamo Kiev T         | 57  | 30 | 18 | 6  | 6  | 51 | 25 | +26  |
| 5    | Vorskla Poltava       | 45  | 30 | 13 | 6  | 11 | 38 | 27 | +11  |
| 6    | FK Oleksandria        | 44  | 30 | 10 | 14 | 6  | 42 | 39 | +3   |
| 7    | Kryvbass Kryvy Rih P  | 41  | 30 | 12 | 5  | 13 | 26 | 30 | -4   |
| 8    | Kolos Kovalivka       | 36  | 30 | 10 | 6  | 14 | 23 | 36 | -13  |
| 9    | Tchornomorets Odessa  | 35  | 30 | 9  | 8  | 13 | 35 | 40 | -5   |
| 10   | FK Mynaï              | 33  | 30 | 8  | 9  | 13 | 22 | 33 | -11  |
| 11   | Rukh Lviv             | 32  | 30 | 7  | 11 | 12 | 31 | 37 | -6   |
| 12   | Metalist 1925 Kharkiv | 32  | 30 | 6  | 14 | 10 | 23 | 42 | -19  |
| 13   | Veres Rivne           | 31  | 30 | 8  | 7  | 15 | 35 | 45 | -10  |
| 14   | Inhoulets Petrove     | 31  | 30 | 8  | 7  | 15 | 22 | 34 | -12  |
| 15   | Metalist Kharkiv P    | 22  | 30 | 5  | 7  | 18 | 27 | 58 | -31  |
| 16   | FK Lviv               | 13  | 30 | 3  | 4  | 23 | 18 | 52 | -34  |

Qualifications européennes
Ligue des champions 2023-2024
- 1er : phase de groupes
- 2e : deuxième tour de qualification

Ligue Europa 2023-2024
- 3e : barrages

Ligue Europa Conférence 2023-2024
- 4e : troisième tour de qualification
- 5e : deuxième tour de qualification

Relégation en deuxième division
- 13e et 14e : barrages de relégation
- 15e et 16e : relégation

Abréviations

### Résultats
| Résultats (▼dom., ►ext.)                                   | CHO | KRY | DN1 | DKV | INH | KOL | LVI | M25 | MET | MYN | OLE | RUK | CHA | VER | VOR | ZOR |
| Tchornomorets Odessa                                       |     | 0-1 | 1-2 | 0-3 | 1-1 | 3-0 | 2-0 | 1-1 | 0-0 | 0-1 | 1-2 | 1-3 | 2-2 | 0-1 | 0-1 | 0-4 |
| Kryvbass Kryvy Rih                                         | 2-3 |     | 2-1 | 0-1 | 2-1 | 1-0 | 0-0 | 0-2 | 2-0 | 0-0 | 2-1 | 1-0 | 0-3 | 0-1 | 1-0 | 1-0 |
| SK Dnipro-1                                                | 1-0 | 1-0 |     | 0-1 | 2-2 | 2-1 | 5-2 | 3-0 | 5-0 | 3-1 | 1-1 | 3-2 | 2-1 | 2-0 | 1-2 | 3-0 |
| Dynamo Kiev                                                | 2-3 | 3-1 | 0-3 |     | 0-2 | 0-0 | 1-0 | 0-0 | 3-0 | 2-0 | 3-1 | 3-0 | 1-1 | 3-0 | 1-1 | 0-1 |
| Inhoulets Petrove                                          | 1-2 | 0-0 | 0-2 | 1-2 |     | 0-1 | 1-0 | 0-0 | 2-1 | 1-2 | 1-2 | 1-0 | 0-2 | 1-0 | 0-1 | 1-0 |
| Kolos Kovalivka                                            | 1-1 | 1-0 | 1-3 | 0-3 | 0-0 |     | 1-0 | 3-0 | 1-0 | 0-1 | 0-2 | 2-0 | 1-3 | 2-0 | 1-2 | 0-1 |
| FK Lviv                                                    | 0-1 | 2-2 | 0-3 | 0-2 | 0-2 | 0-1 |     | 0-2 | 1-1 | 1-0 | 0-1 | 2-1 | 1-2 | 1-3 | 0-2 | 2-3 |
| Metalist 1925 Kharkiv                                      | 0-0 | 0-2 | 0-3 | 1-1 | 2-1 | 2-0 | 2-2 |     | 2-0 | 0-1 | 0-0 | 0-0 | 0-7 | 1-4 | 3-2 | 0-3 |
| Metalist Kharkiv                                           | 0-3 | 0-1 | 0-1 | 1-3 | 1-1 | 0-0 | 1-0 | 0-0 |     | 1-2 | 0-0 | 1-2 | 1-6 | 5-5 | 3-2 | 0-5 |
| FK Mynaï                                                   | 0-1 | 1-0 | 0-1 | 0-1 | 1-2 | 1-1 | 0-1 | 1-1 | 1-0 |     | 1-1 | 0-0 | 1-4 | 1-1 | 2-0 | 0-3 |
| FK Oleksandria                                             | 1-1 | 2-0 | 2-2 | 1-5 | 0-0 | 4-1 | 2-0 | 3-3 | 1-3 | 2-1 |     | 1-1 | 1-1 | 3-2 | 3-0 | 0-2 |
| Rukh Lviv                                                  | 2-2 | 2-1 | 2-3 | 1-1 | 3-0 | 0-1 | 2-0 | 1-1 | 1-2 | 1-1 | 0-0 |     | 0-1 | 0-0 | 1-1 | 3-1 |
| Chakhtar Donetsk                                           | 2-1 | 1-0 | 3-0 | 3-1 | 3-0 | 3-0 | 2-0 | 0-0 | 1-0 | 1-0 | 2-2 | 2-0 |     | 2-1 | 3-2 | 2-2 |
| Veres Rivne                                                | 1-3 | 1-2 | 0-1 | 0-1 | 1-0 | 0-1 | 3-2 | 1-0 | 1-2 | 1-1 | 2-2 | 2-2 | 0-2 |     | 2-2 | 0-1 |
| Vorskla Poltava                                            | 2-1 | 1-0 | 0-0 | 1-2 | 1-0 | 2-0 | 1-0 | 0-0 | 3-2 | 2-0 | 0-0 | 0-1 | 2-1 | 1-2 |     | 2-3 |
| Zorya Louhansk                                             | 3-1 | 2-2 | 2-1 | 3-2 | 2-0 | 2-2 | 3-1 | 3-0 | 3-2 | 1-1 | 4-1 | 3-0 | 0-3 | 1-0 | 3-1 |     |
| - Victoire à domicile - Match nul - Victoire à l'extérieur |     |     |     |     |     |     |     |     |     |     |     |     |     |     |     |     |

### Barrages de relégation
Les barrages de relégation se déroulent les 10 et 14 juin 2023.
| Équipe                   | Aller | Total | Retour | Équipe                    |
| ------------------------ | ----- | ----- | ------ | ------------------------- |
| Metalurh Zaporijjia (D2) | 1 - 0 | 2 - 6 | 1 - 6  | Veres Rivne (D1)          |
| Inhoulets Petrove (D1)   | 1 - 1 | 2 - 3 | 1 - 2  | FC LNZ Cherkasy (en) (D2) |

Légende des couleurs
- Le club se maintient en première division.
- Promotion en première division.
- Le club reste en deuxième division.
- Relégation en deuxième division.

## Bilan de la saison
| Championnat d'Ukraine de football 2022-2023 |                              |
| Champion                                    | Chakhtar Donetsk (14e titre) |
| Dauphin                                     | SK Dnipro-1                  |
| Qualifications continentales                |                              |
| Ligue des champions 2023-2024               | Chakhtar Donetsk             |
| Ligue des champions 2023-2024               | SK Dnipro-1                  |
| Ligue Europa 2023-2024                      | Zorya Louhansk               |
| Ligue Europa Conférence 2023-2024           | Dynamo Kiev                  |
| Ligue Europa Conférence 2023-2024           | Vorskla Poltava              |
| Promotions et relégations                   |                              |
| Promus en Premier Liha                      | Polissia Jytomyr             |
| Promus en Premier Liha                      | FK Obolon Kiev               |
| Promus en Premier Liha                      | LNZ Cherkasy                 |
| Relégués en Percha Liha                     | Metalist Kharkiv             |
| Relégués en Percha Liha                     | FK Lviv                      |
| Relégués en Percha Liha                     | Inhoulets Petrove            |